# Concavocephalus
Concavocephalus este un gen de păianjeni din familia Linyphiidae.
Cladograma conform Catalogue of Life:
| Concavocephalus | \| \| Concavocephalus eskovi \| \| \| \| \| \| Concavocephalus rubens \| \| \| \| |
|                 | \| \| Concavocephalus eskovi \| \| \| \| \| \| Concavocephalus rubens \| \| \| \| |
|                 | Concavocephalus eskovi                                                            |
|                 |                                                                                   |
|                 | Concavocephalus rubens                                                            |
|                 |                                                                                   |